# جلالقة

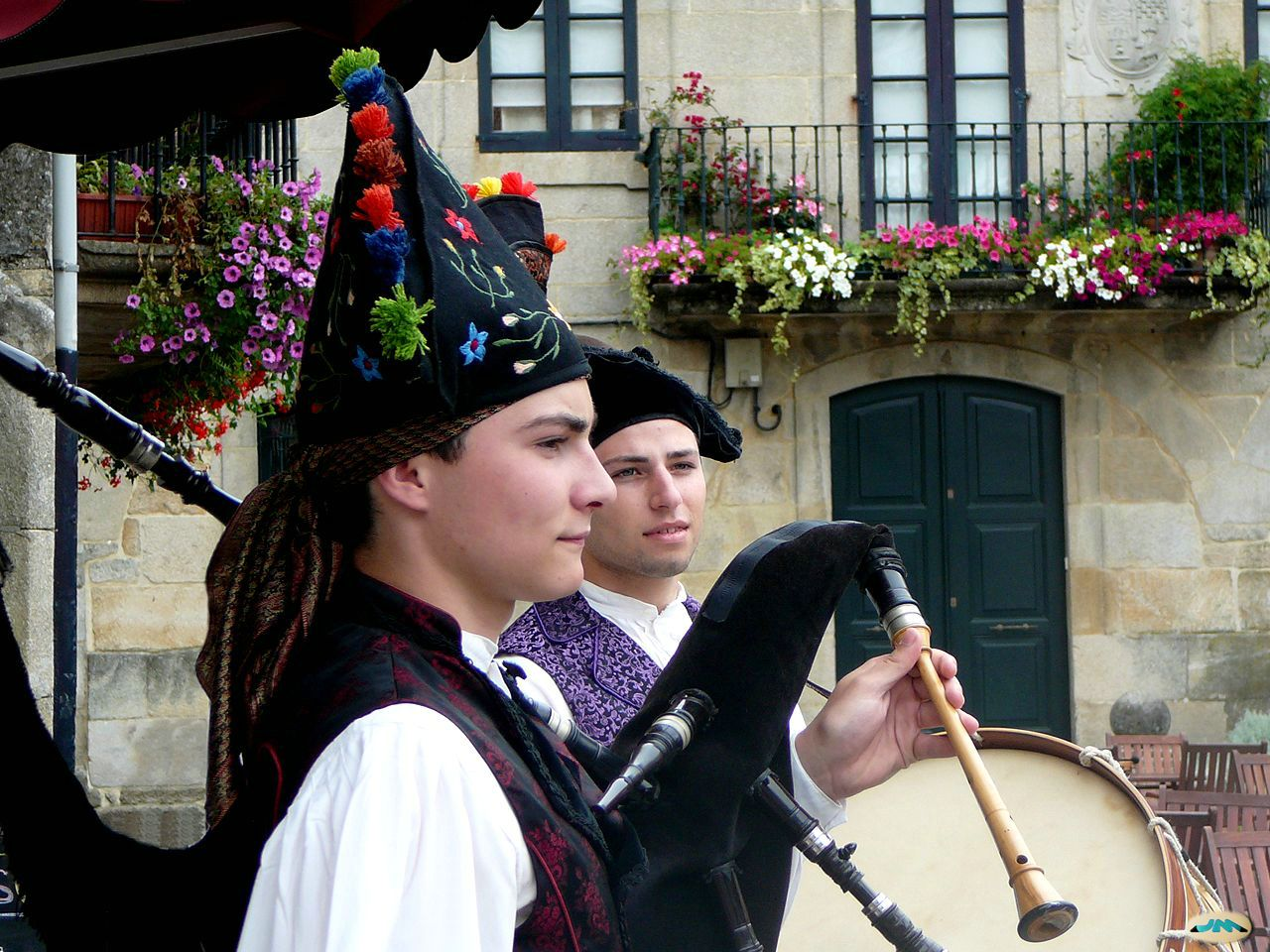
شباب جلالقة في لباسهم التقليدي.

الجلالقة (بالجليقية:Galegos) هم مجموعة عرقية وثقافيَّة وأمة، وينتمون إلى منطقة جليقية التاريخية والخاضعة تحت سيطرة إسبانيا. وتقع جليقية في الشمال الغربي من إسبانيا. يتكلم معظم الجلالقة لغتين وهما اللغة الأم والإسبانية. ينتمي الجلالقة للشعوب الرومنسية كالبرتغاليين والكتالانيين. ويبلغ عددهم 3.5 مليون نسمة حول العالم. ويتبع معظمهم العقيدة الرومانية الكاثوليكية.

## معرض صور

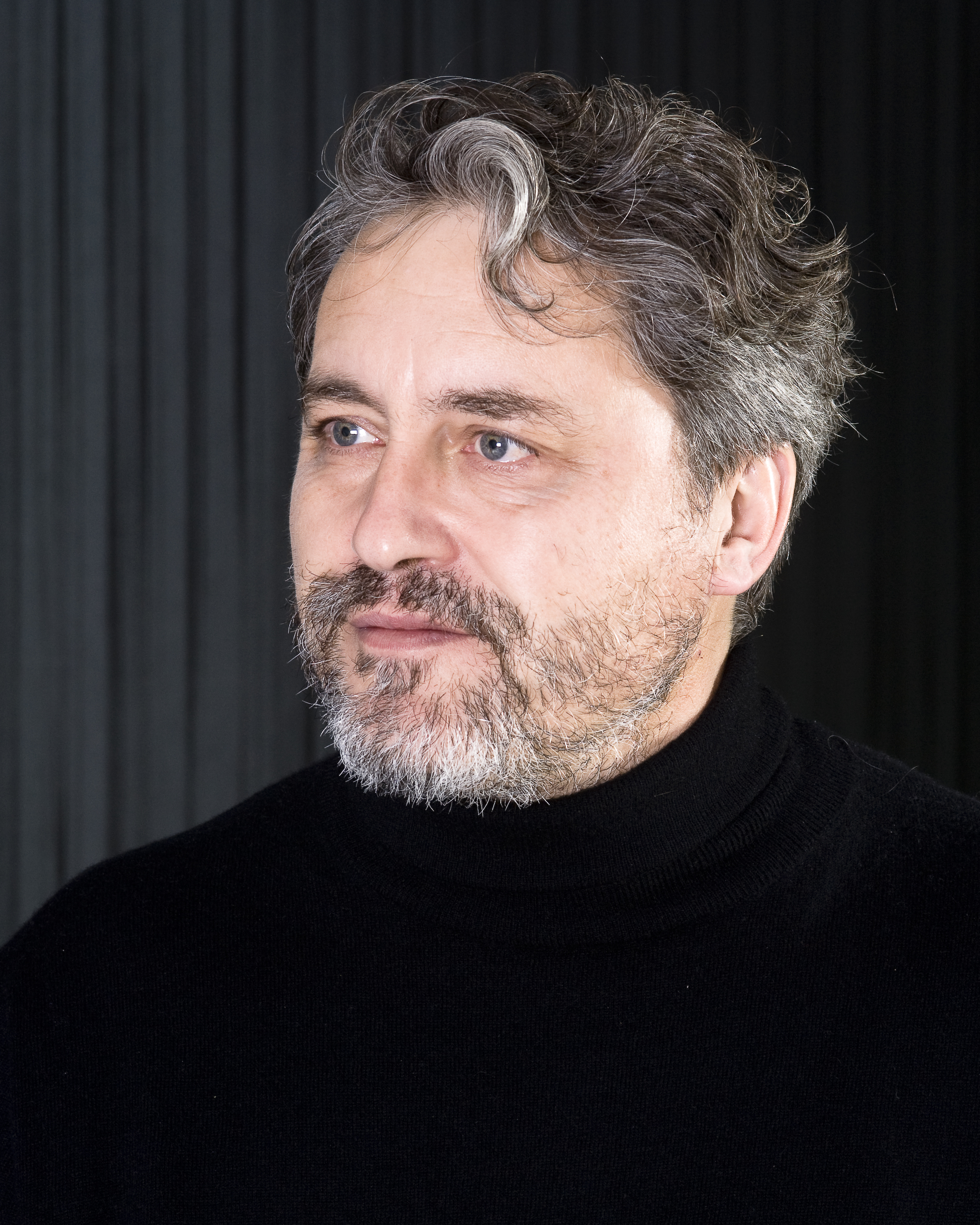
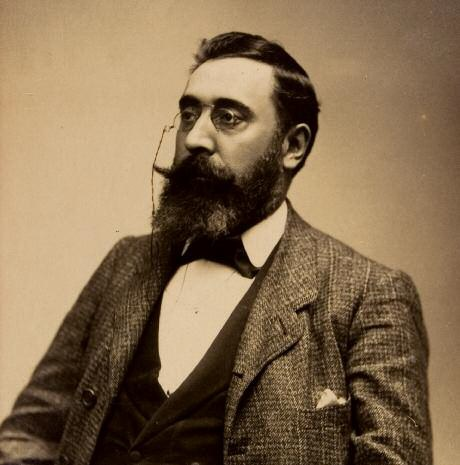
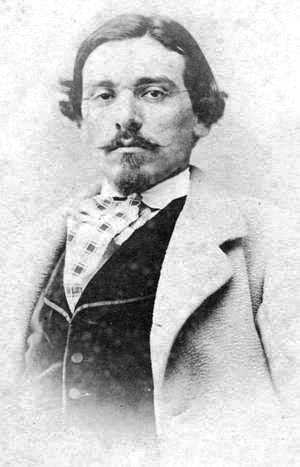
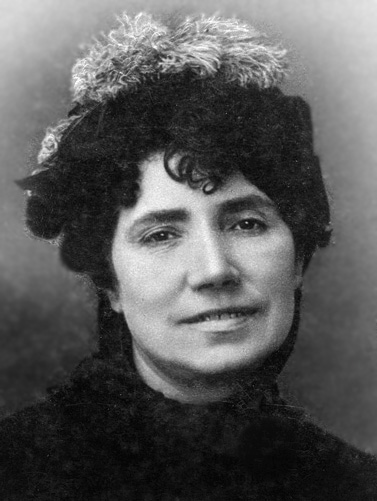